# Haleben
Halebenet (lat: os coccygis) er den nederste del af rygraden. Det er en rest af den hale, vore forfædre har mistet gennem evolutionen.[kilde mangler]